# Хауэлл (Нью-Джерси)
Хауэлл (англ. Howell) — тауншип в округе Монмут, Нью-Джерси, США. Образован 23 февраля 1801 года.

## История
На территории тауншипа люди проживают с древнейших времён. Первые поселения палеоиндейцев у реки Манаскван, на которой расположен Хауэлл, возникли, как минимум, 9000 до н.э.. Европейцы обнаружили реку Манаскван в 1520-е годы, когда Джиованни да Вераццано высадился на побережье современного штата Нью-Джерси. Название "Манаскван" переводится с языка индейского племени ленапе как "устье реки". 
В 1760-е на территории Хауэлла возникло первое, основанное методистами, постоянное поселение. В 1779 году была построена методистская церковь. Поселение впоследствии стало известно как Торки, впоследствии переименовано в Адельфия. Помимо Адельфии на территории современного тауншипа возникли поселения Бетель, Джерсивилль, Рамтаун, Скванкам, Фривуд Акрс и Ардена. 
Собствен Хауэлл был основан в 1801 году и назван в честь Ричрада Хауэлла - третьего губернатора штата Нью-Джерси. На тот момент тауншип включал территорию современных тауншипов Уолл, Брик, Лейквуд, нескольких боро вдоль Атлантического побережья. Тауншипы Брик и Лейквуд и приатлантические боро были выделены из тауншипа Хауэлл в 1850 году в связи с образованием округа Оушен. В 1851 году был выделен тауншип Уолл. 

### Иммигранты из России
По окончании Второй мировой войны в лагере для беженцев близ Мюнхена оказалось около 800 калмыков, покинувших территорию Советского Союза как во время Гражданской войны, так во время Второй мировой войны. В 1951 году им было позволено иммигрировать в США. В том же году на территорию США въехало 571 калмыков. Большинство прибыло либо в Филадельфию, либо во Фривуд Акрс. Традиционной религией калмыков является тибетский буддизм, поэтому в Хауэлле был построен калмыцкий буддийский храм Таши Лхунпо. Также в Хауэлле проживают староверы. В 1961 году ими была открыта часовня Святого Георгия.
В 1936 году архиепископом Виталием (Максименко) был основан приход во имя благоверного князя Александра Невского. В 1989—1994 годы здесь был построен большой Александро-Невский собор.

## Население
Численность населения согласно Переписи населения США 2010 года 51 075 человек. Плотность населения - 325,6 человек на кв.км. 88,30% (45 100) составляют белые, 3,65% (1 865) - афроамериканцы, 0,15% (79) - коренные американцы, 4,52% (2 309) - азиаты, 0,05% (23) - тихоокеанского происхождения, 1,61% (822) - другие. 1,72% (877) указали принадлежность к двум и более расам. Лица испанского или латиноамериканского происхождения составляют 8,13% (4 153) населения. 

## Города-побратимы
- Элиста, Калмыкия, Россия[7].